# Réserve naturelle régionale du pré communal d'Ambleteuse

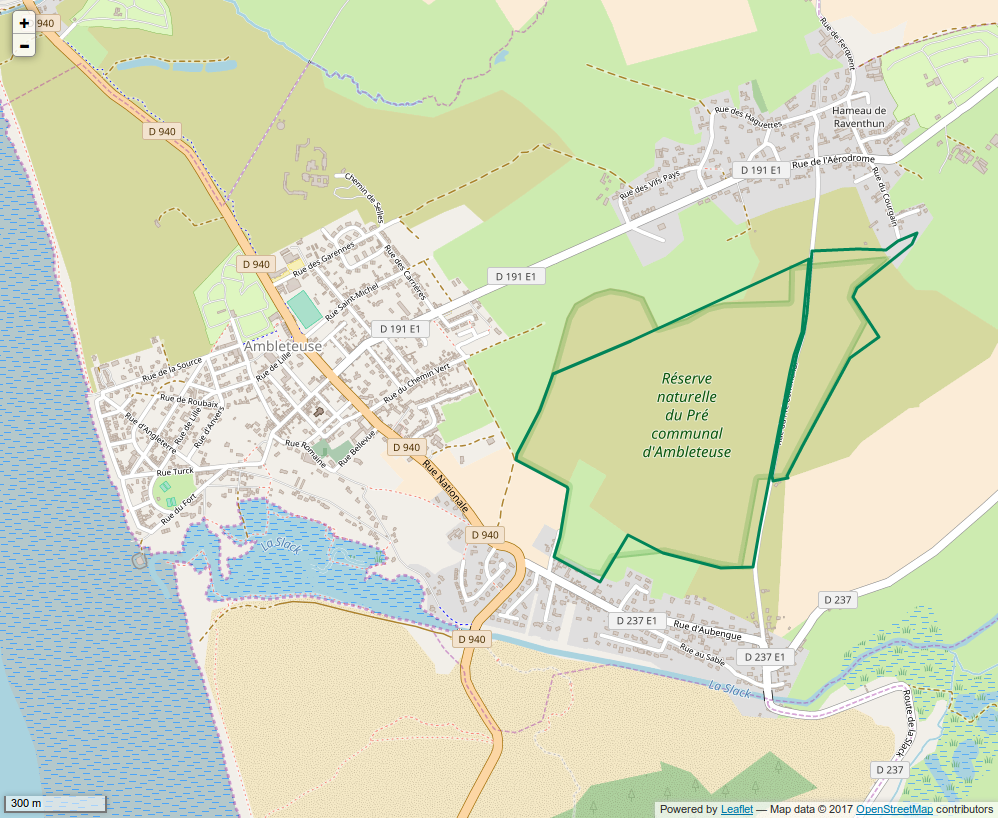
Omtrek van het gebied

Het Réserve naturelle régionale du pré communal d'Ambleteuse is een natuurreservaat in de tot het Franse departement Pas-de-Calais behorende plaats Ambleteuse.
Het is een gebied van ongeveer 60 ha en een deel ervan is een fossiel duin, daterend van ongeveer 5000 v.Chr. dat eeuwenlang door de bevolking als weidegrond is gebruikt voor extensieve veehouderij. Men vindt er meer dan 500 plantensoorten, waarvan een honderdtal zeldzaam zijn. Men vindt er onder meer de Azorenaddertong, het duinviooltje, de stekelbrem, de vlozegge, de kruismuur, het dwergvlas en de herfstschroeforchis.
Bij de fauna treft men 19 karakteristieke soorten aan, waarvan 5 sprinkhaansoorten, 4 vlindersoorten, 4 amfibieënsoorten en 4 vogelsoorten. Hieronder de kustsprinkhaan, de duinsabelsprinkhaan, de vroedmeesterpad, de groengestipte kikker, de rugstreeppad, de boomkikker en de tengere grasjuffer.
In totaal werden 58 soorten dagvlinders, 157 soorten spinachtigen, 123 soorten weekdieren en 109 soorten paddenstoelen geteld.